# Touch! Generations
Touch! Generation est une gamme de jeux vidéo créée en 2005 par Nintendo. Elle a été créée dans le but de répondre aux attentes du grand public, des non-joueurs ou joueurs occasionnels ou même encore au public féminin.
Il s'agit de jeux simples, tirant parti des fonctionnalités innovantes de la Wii et de la Nintendo DS, telles que l'écran tactile, la reconnaissance de mouvements voire le microphone.
Cette gamme est composée de jeux comme Sudoku Master, Electroplankton ou encore Picross DS.

## Bande originale
Touch! Generations Soundtrack est un disque CD qui contient les musiques des jeux les plus populaires de la gamme Touch! Generations. Pour l'acheter, il faut être membre du Club Nintendo japonais et posséder 400 points.
Liste des pistes
1. Title (Wii Play) par Shinobu Tanaka
2. Fishing (Wii Play) par Shinobu Tanaka
3. Title (Wii Sports) par Kazumi Totaka
4. Tennis Result (Wii Sports)
5. Mii Plaza (Mii Channel)
6. Main Theme (Wii Shopping Channel) par Kazumi Totaka
7. Title (Brain Age 2: More Training in Minutes a Day!) par Minako Hamano
8. Title (Big Brain Academy) par Kenta Nagata
9. Welcome to "Bistro Pierre" (Personal Trainer: Cooking) par Toshiyuki Sudo
10. Peter Piper Syndrome (Eigo ga Nigate na Otona no DS Training: Eigo Zuke) par Daisuke Shiiba
11. The Scent of Color… ~Bimoji Training Title~ (DS Bimoji Training) par Toshiyuki Sudo
12. Nintendogs Theme (nintendogs) par Hajime Wakai
13. Walking the Dog (nintendogs) par Hajime Wakai
14. Plaza (Wii Fit) par Toru Minegishi
15. Hoop Dance (Wii Fit)
16. Step Rhythm (Wii Fit)
17. Staff Roll (Wii Fit) par Toru Minegishi
18. Title (Big Brain Academy: Wii Degree) par Ryo Nagamatsu
19. Kitchen Bossa (Kenkou Ouen Recipe 1000: DS Kondate Zenshuu) par Kazumi Totaka
20. Submission Plaza (Check Mii Out Channel)
21. Title (Animal Crossing: Wild World) par Kazumi Totaka
22. K.K. Bossa (Animal Crossing Series) par Toru Minegishi
23. The Roost (Super Smash Bros. Brawl) par Kazumi Totaka
24. Nintendogs Theme - Live Ver. (nintendogs) par Hajime Wakai
25. Title - Live Ver. (Wii Sports) par Kazumi Totaka